# Rapti
Rapti is een van de 14 zones van Nepal. De hoofdstad is Tulsipur.

## Districten
Rapti is onderverdeeld in vijf districten (Nepalees: jillā):
- Dang
- Pyuthan
- Rolpa
- Rukum
- Salyan

Bagmati · Bheri · Dhawalagiri · Gandaki · Janakpur · Karnali · Kosi · Lumbini · Mahakali · Mechi · Narayani · Rapti · Sagarmatha · Seti